# Mount & Blade: Warband
Mount & Blade: Warband ist ein Remake des Mittelalter-Action-Rollenspiels Mount & Blade, das im März 2010 für Windows, macOS und Linux und im September 2016 für die PlayStation 4 und Xbox One erschien.
In diesem Remake wurden viele Dinge im Gegensatz zum Vorgänger erneuert und verbessert. Das Spiel wurde vom türkischen Entwicklerstudio TaleWorlds Entertainment entwickelt und wird von Paradox Interactive vertrieben. Wie auch das Hauptspiel Mount & Blade verzichtet Warband auf jegliche Fantasy-Elemente und erzählt keine Handlung. Stattdessen steht es dem Spieler innerhalb des Spielrahmens frei, seine Spielziele zu wählen.

## Gameplay
Das Gameplay ist fast komplett aus dem Vorgänger übernommen, nur minimale Aspekte wurden geändert (siehe Abschnitt Neuerungen).
Zu Beginn des Spieles erstellt man sich in einem Charaktereditor einen eigenen Spielercharakter. Die Handlung spielt im fiktiven, mittelalterlichen Land Calradia, welches vom Machtkampf rivalisierender Königreiche zerrissen ist.
Auf der Weltkarte von Calradia kann man in Echtzeit per Klick zu einer anderen Position reisen. Auf der Karte ist es möglich mit festen Plätzen (bspw. Burgen, Dörfern und Städten) oder beweglichen Einheiten (Plünderern, Karawanen, fürstliche Armeen) zu interagieren. Es ist außerdem möglich gewisse Managementaspekte des Spiels auf dieser Karte vorzunehmen.
Im Falle des Betretens eines der genannten Orte oder einer Schlacht wechselt die Ansicht von der Kartenperspektive zu einer Third-Person-Perspektive und man ist in für Rollenspiele typischerweise in der Lage, den Charakter über Maus und Tastatur zu steuern.
Eine elementare Spielidee von Mount & Blade ist dabei, dass man nicht nur sich selbst, sondern eine ganze von einem Selbst aufgebaute Söldnerkompanie in die Schlacht führt. Diese Söldner können als Rekruten in den Dörfern der Weltkarte angeworben werden und durch Training zu stärkeren Einheiten aufgewertet werden, oder in Tavernen erworben werden.

## Fraktion
Im Kaiserreich Calradia gibt es sechs unterschiedliche Fraktionen. Sie werden von einem Großfürsten regiert, allerdings tragen sie unterschiedliche Titel. So tragen einige von ihnen die Adelstitel König, Sultan und Khan (Sanjar Khan). Jeder von ihnen hat eigene Vasallen, die auch unterschiedliche Adelstitel tragen (Königreich Swadien und Königreich der Rhodocks: Graf, Khergit Khanat: Noyan, Sarranidisches Sultanat: Emir, Königreich der Nordmänner: Jarl, Vaegir Königreich: Bojar).
Jedes Königreich hat am Anfang seine eigene Region, bei den Nordmännern ist sehr viel Küste vorhanden, bei den Khergiten ist es die Steppe, bei den Swaden gibt es viele Wälder und Wiesen, der Bereich des Rhodock Königreich ist viel mit felsiger Landschaft gebaut, die Vaegirs leben in verschneiten Regionen und die Sarraniden sind in der Wüste beheimatet.
Jede Fraktion hat für ihre Lehen ihre eigene Farbe, so weiß man welche Lehen zu welchen Fraktionen gehören.

## Neuerungen
Die wichtigsten Neuerungen:
- Die Grafik wurde verbessert
- Die Ergänzung des Multiplayer-Modus
- Eine neue Fraktion existiert auf der Weltkarte
- Man kann ein eigenes Königreich gründen, und nicht mehr nur Rebellionen anführen
- Man kann in Gewerbe investieren, um wöchentlich zusätzliche Einnahmen zu bekommen
- Es gibt die Möglichkeit, durch Betätigen von Strg + Leer schneller über die Map zu reisen
- Man kann sich einen Ehepartner nehmen, was große politische Vorteile einbringen kann
- Bei Kämpfen gibt es eine Lebensanzeige für das Pferd (wenn man auf einem Pferd sitzt)
- Leicht veränderte Sicht bei der Third-Person-Perspektive
- Benutzerdefinierte Gefechte sind möglich, anstelle von voreingestellten Schlachten
- Die Kampfanimation beim Schwingen von Nahkampfwaffen wurde stark verbessert
- Änderungen an verschiedenen Einheiten

## Erweiterungen
Es wurden bisher (Stand: Januar 2015) zwei Downloaderweiterungen (DLC) für Mount & Blade: Warband vom Entwickler veröffentlicht.
Beim am 19. April 2012 veröffentlichen Mount & Blade: Warband - Napoleonic Wars handelt es sich um eine Multiplayer-Erweiterung zur Zeit der napoleonischen Kriege. In der großen Community haben sich zahlreiche Clans, sogenannte Regimenter, gebildet, welche in organisierten "Linebattles" oder "Groupfights" gegeneinander antreten. Es werden auch regelmäßig kompetitive Community-Events zwischen Regimentern oder anderen Formen der Zusammenschlüsse wie "Groupfighting-Teams" veranstaltet.
Die Erweiterung Mount & Blade Warband: Viking Conquest spielt zur Zeit der Wikinger. Man kann im Einzelspieler-Modus entscheiden, ob man die Kampagne mit Story oder in einer Sandbox-Welt ohne jegliche Vorgaben spielen möchte. Erstmals kann man sich per Schiff über das Meer fortbewegen und in Seeschlachten kämpfen.

## Rezeption
Warband erhielt überwiegen positive Rezensionen, wobei die Wertungen laut Metacritic im Schnitt etwas höher als beim originalen Mount & Blade ausfielen. Das deutschsprachige Spielemagazin GameStar lobte vor allem die Mehrspielerschlachten, während der Singleplayer durch seinen Minimalismus viel Phantasie voraussetze. Das englischsprachige Onlineportal IGN verglich Mount & Blade: Warband mit einem hässlichen Mädchen mit einer tollen Persönlichkeit. Wenn man hinter die hässliche Fassade komme, sei das Spiel absolut einen Blick wert.

„Einzeln für Liebhaber, Multi für (fast) alle“

In ihrer Rezension von 2016 nannte 4Players die PlayStation-4-Portierung schwer in die Jahre gekommen und lieblos konvertiert.

## Nachfolger
2012 wurde der Nachfolger Mount & Blade II: Bannerlord angekündigt.

## Modding
Es hat sich eine große Modding-Community gebildet. Die verschiedenen benutzererstellten Modifikationen reichen von kleinen Änderungen an der Spielmechanik bis zu sogenannten Total Conversions bei denen alles außer der Spiel-Engine verändert wird. Die meisten Mods beziehen sich auf den Mehrspieler-Modus. Die Mods Iron Europe, Deluge, North and South, cRPG, Rome at War und Steel and Sword sind dafür Beispiele. Einzelspieler-Mods sind unter anderem A World of Ice and Fire, A Clash of Kings und Bellum Imperiii. Viele beliebte Erweiterungen an der Spielmechanik werden im Floris Mod Pack zusammengefasst.